# Anicini
Gli anicini sono biscotti diffusi in molte regioni italiane, tipici soprattutto in Liguria e Sardegna.

## Descrizione
Gli anicini sono composti da un impasto a base di acqua, farina, zucchero, acqua di fiori d'arancio e semi di anice. Dopo essere stata modellata a filone, la pasta viene infornate e infine tagliata a fette da biscottare. Gli anicini hanno un sapore delicato; ne viene consigliato il consumo con il latte o il caffè o a fine pasto, grazie alle proprietà digestive dell'anice che essi contengono.

## Riconoscimenti
Gli anicini sono un prodotto agroalimentare tradizionale della Sardegna.

## Alimenti simili
Nelle Marche e nel Lazio si preparano dei biscotti secchi, anulari e contenenti l'anice conosciuti come "ciambelle con l'anice" o "ciambelle all'anice". Tali alimenti rientrano tra i prodotti agroalimentari tradizionali delle rispettive regioni.